# Memento mori

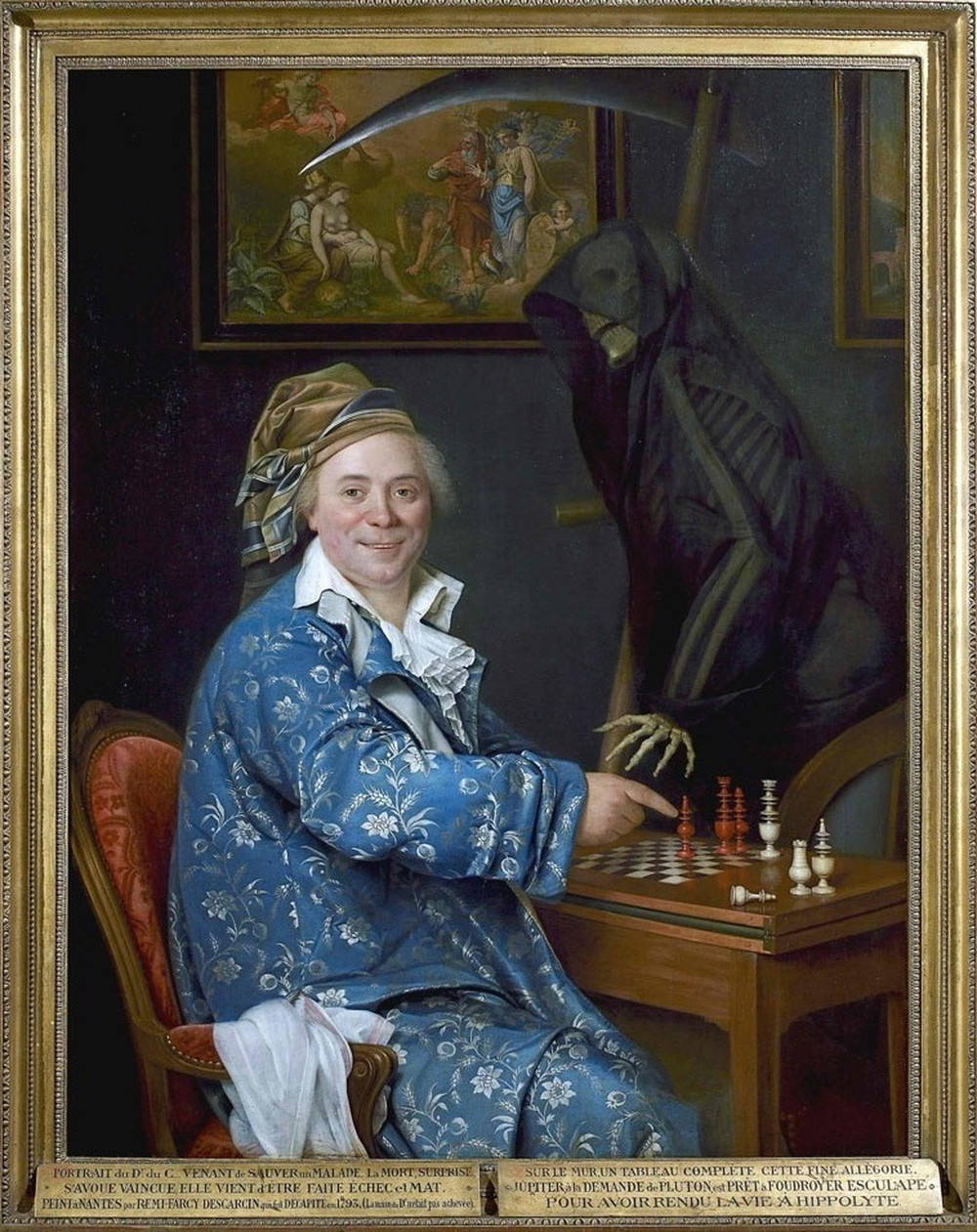
Портрет доктора де С, що грає в шахи зі Смертю (1793) Дескарсен, Реми-Фюрси

Memento mori (лат. mementō morī — «пам'ятай, що [доведеться] вмирати», «пам'ятай про смерть») — латинський вислів, що став крилатою фразою.

## Граматика
Memento — імператив однини недостатнього дієслова memini. Mori — інфінітив відкладного дієслова morior.

## Історія
У Стародавньому Римі ця фраза звучала під час тріумфального ходу римських полководців, які повертаються з перемогою. За спиною воєначальника ставили раба, який був зобов'язаний періодично нагадувати тріумфатору, що попри свою славу, той залишається смертним. Можливо, справжня фраза звучала як: Respice post te! Hominem te memento! («Обернись! Пам'ятай, що ти — людина!») (Розділ 33, «Апологетика» Тертуліана).
«Memento mori» також було формою вітання, яким обмінювалися при зустрічі ченці ордена траппістів, заснованого в 1663 році.

## У декоративно-ужитковому мистецтві
Memento mori також стало жанром мистецтва, зокрема іконопису, яке нагадує людині про смерть.
У XIV—XVII століттях, з епідемії Чорної смерті до Галантної доби, популярними були декоративно-ужиткові вироби та прикраси, пов'язані з символікою смерті. Дрібнички та аксесуари, виконані у формі черепів, скелетів, трун та інших похмурих атрибутів, слугували нагадуванням про тлінність людського життя і неминучість смерті. Пізніше, у XVIII—XIX століттях, з цієї категорії виробів з'явилися траурні прикраси, що носили на знак жалоби за покійним родичем або близькою людиною.

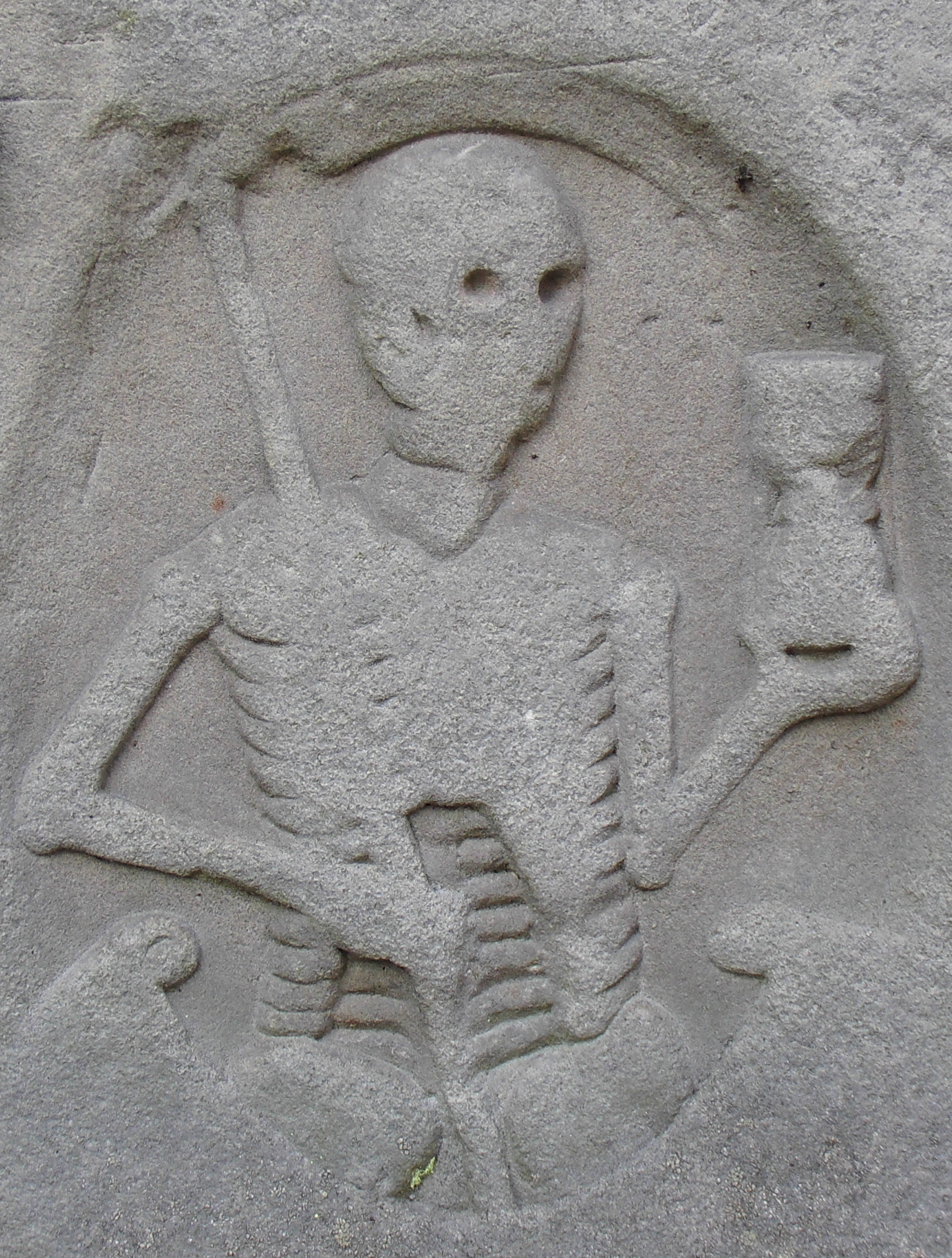
Рельєф церкви Святого Мартіна в Дорфмарку, на поч. XVIII ст.
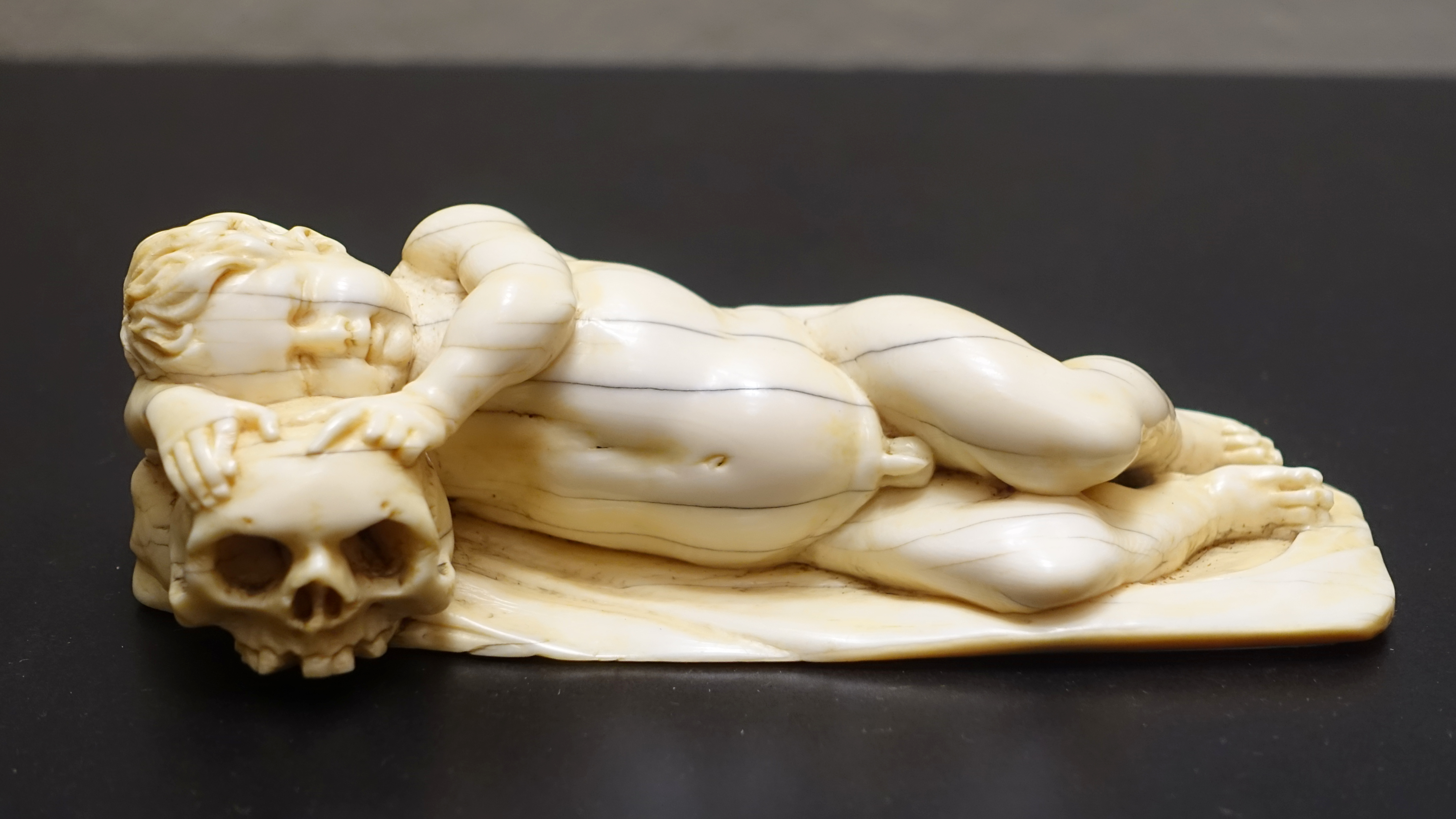
Сплячий путто з черепом під головою, різьблення на кістці, XVII ст.
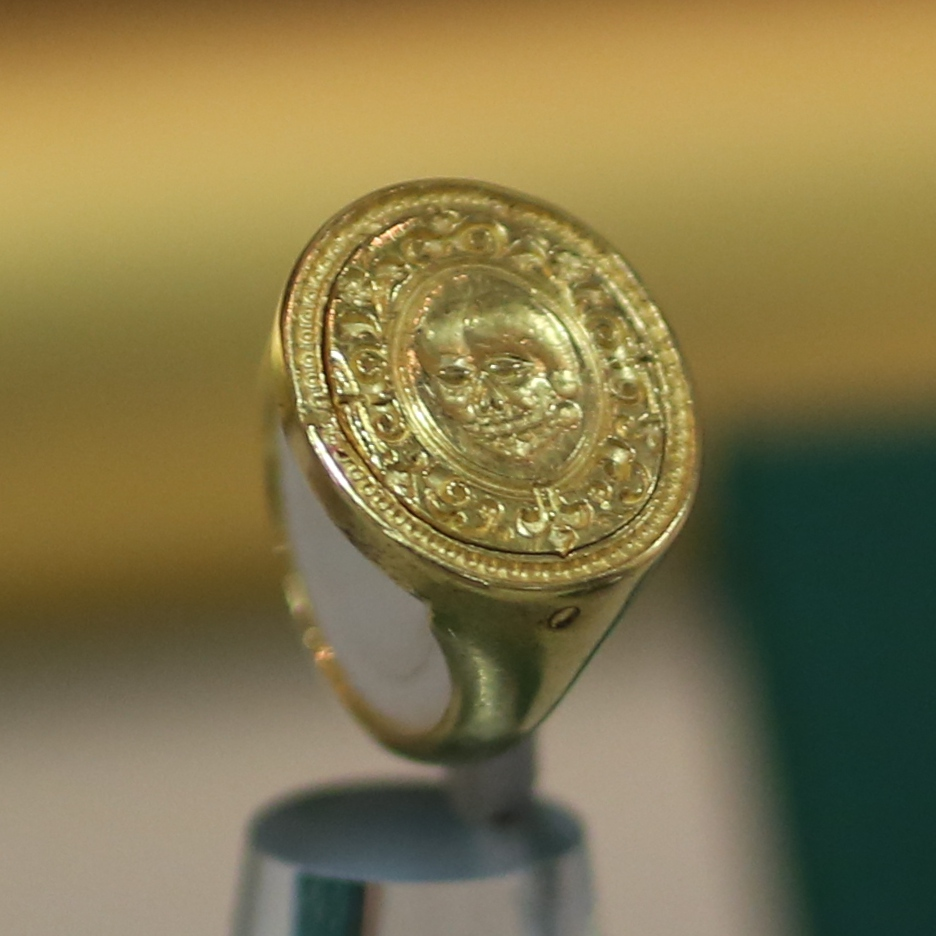
Золота каблучка з черепом
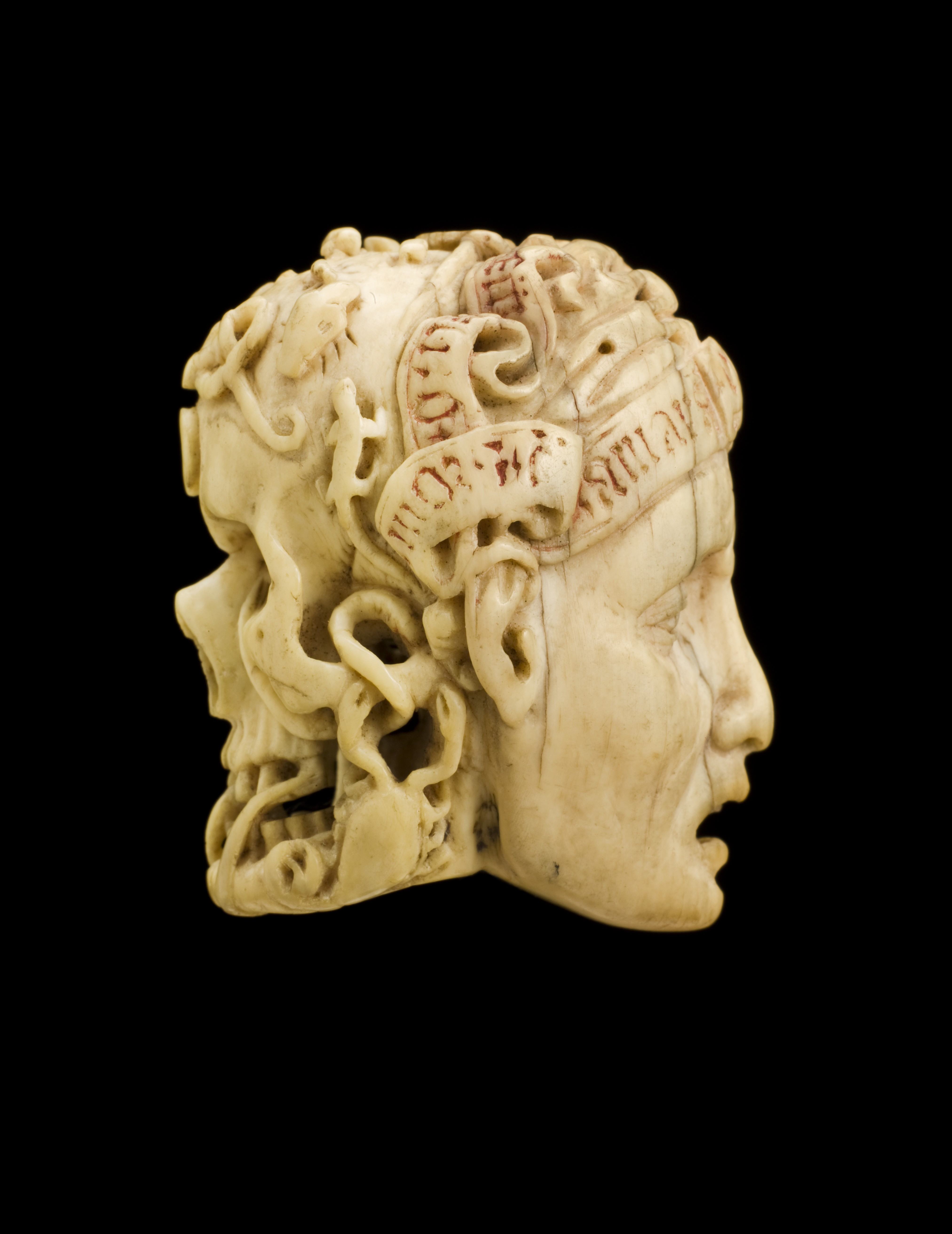
Різьблена фігурка зі слонової кістки, що демонструє обличчя людини з одного боку і череп - з іншого
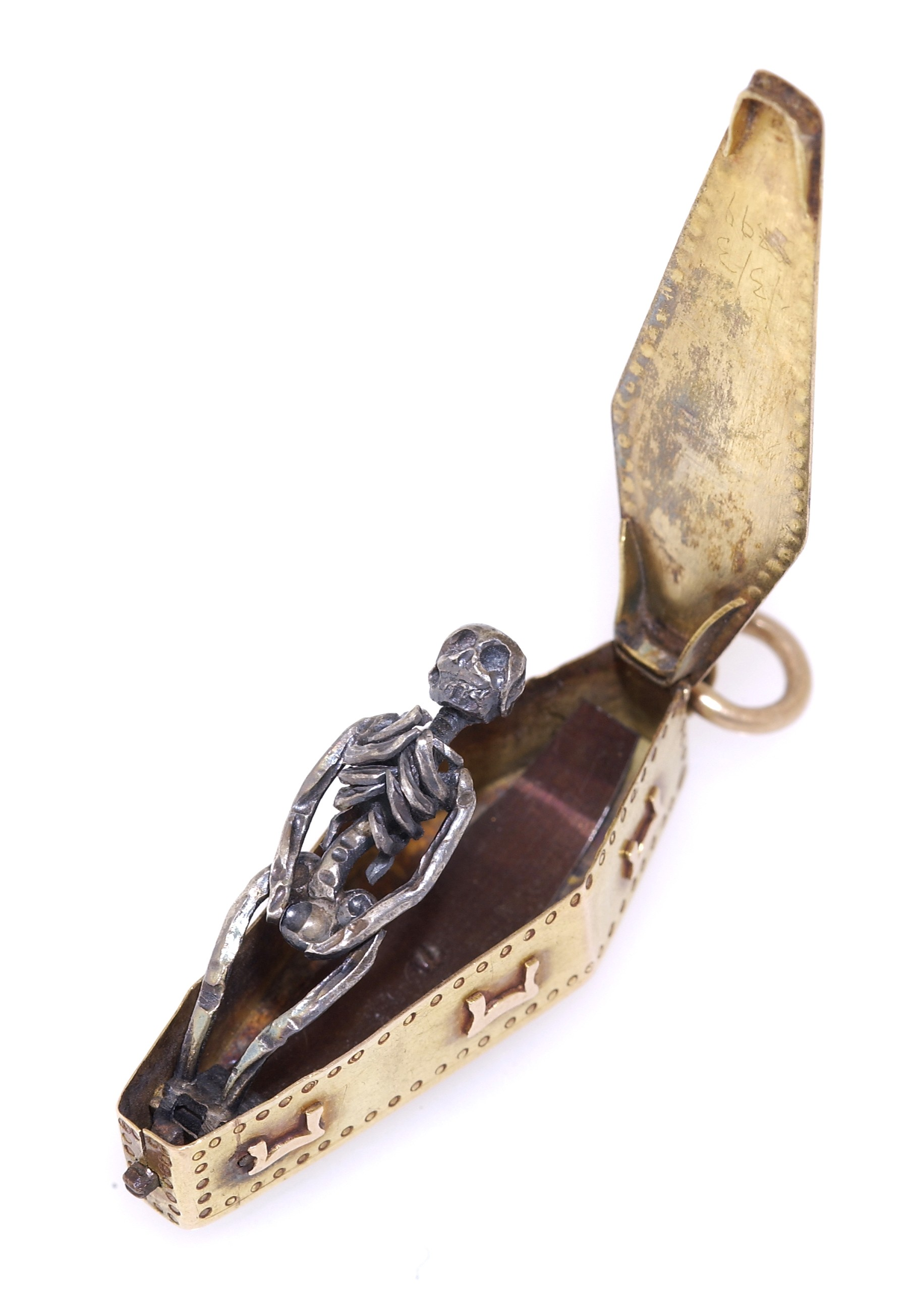
Золота підвіска у формі труни зі скелетом усередині
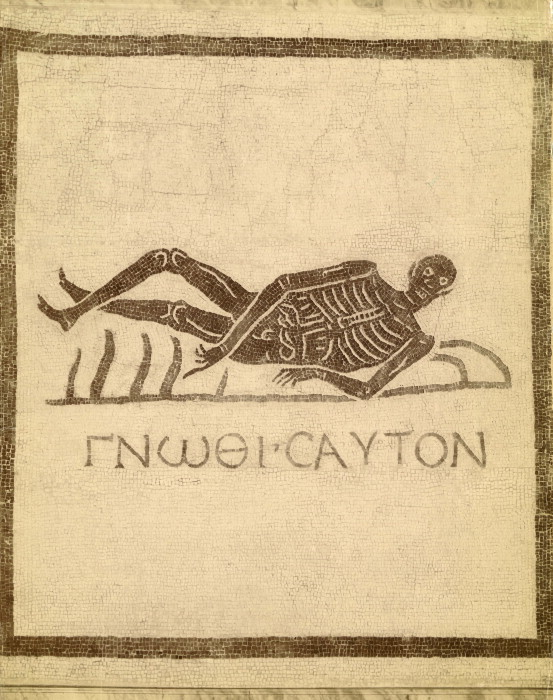
Грецький девіз gnothi seauton (лат. nosce te ipsum - пізнай себе) на зображенні передає знамените попередження: Respice post te; hominem te esse memento; Пам'ятай о смерті (оглянься назад; пам'ятай, що ви смертні; пам'ятайте о смерті). Мозаїка із розкопок монастирю Сан-Грегоріо (Рим).
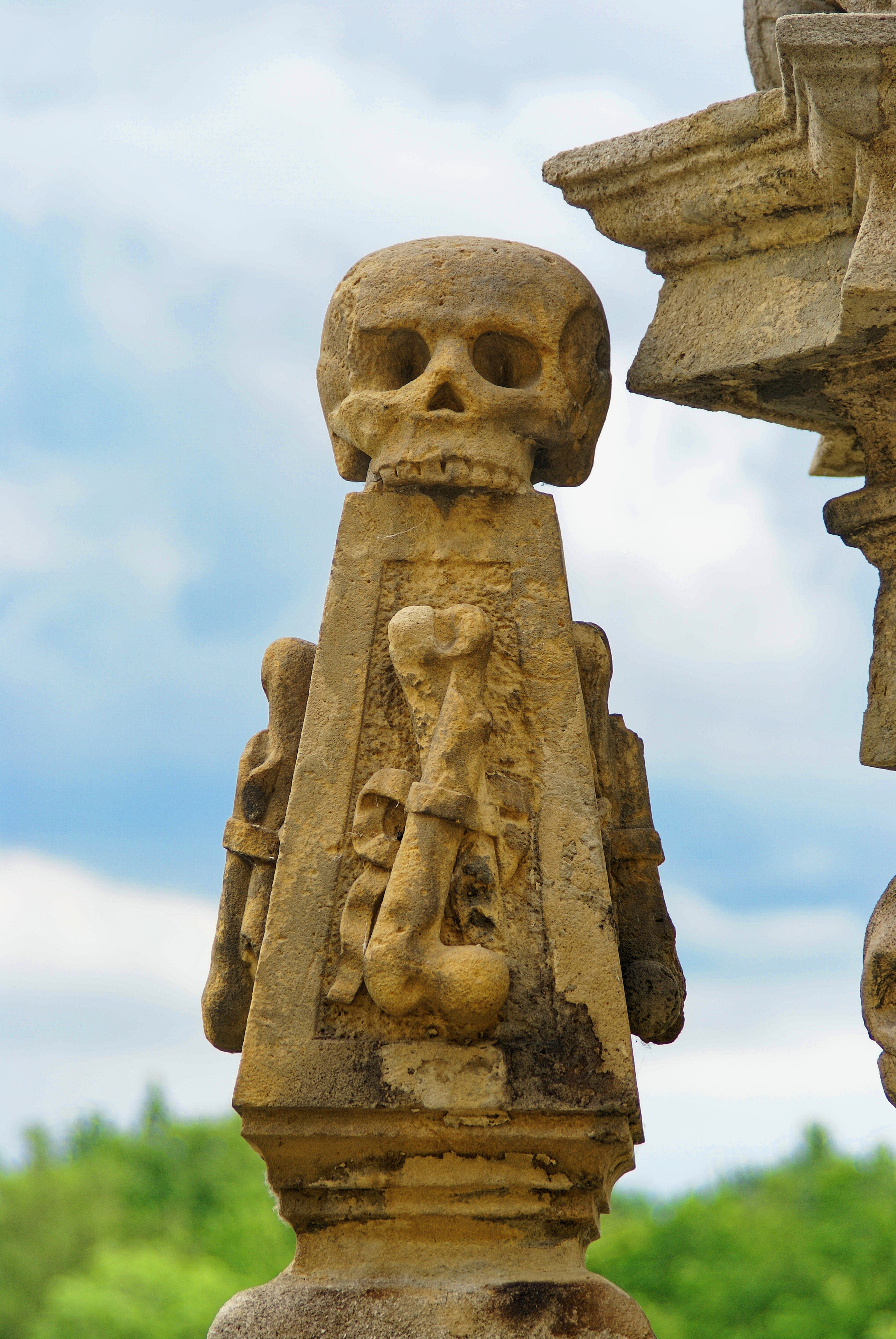

### В Америці

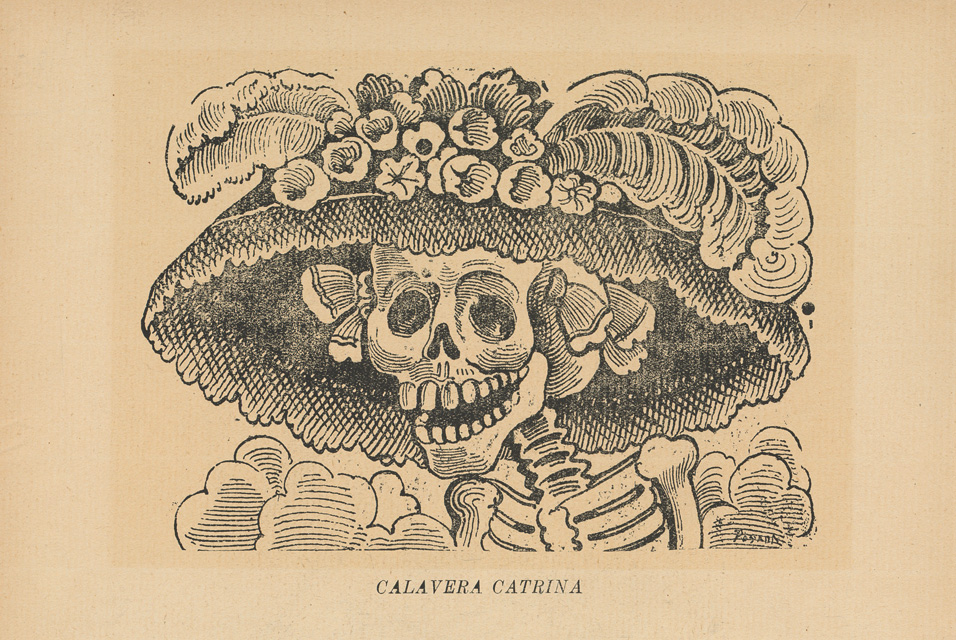
Хосе Ґвадалупе Посада 1910 Катріна (гравюра)

Образотворче мистецтво США містить велику кількість символічних зображень Memento mori через пуританський вплив. Пуританська громада в Північній Америці XVII століття дивилася на мистецтво зверхньо, тому що вважала, що воно відвертає увагу вірян від Бога і може призвести тільки до диявола. Однак, портрети вважалися історичними записами, тож вони були дозволені. Томас Сміт, пуританин XVII століття, брав участь у багатьох морських битвах, а також займався живописом. У його автопортреті бачимо, що це заняття представлено поруч із типовим символом Memento mori — черепом, що наводить на думку про неминучу смерть.

### День мертвих у Мексиці
Символіка Memento mori часто асоціюється з мексиканським фестивалем «День мертвих», у тому числі цукерки у формі черепа та хлібці у вигляді кісток.
Ця тема також широко відображена в роботах мексиканського гравера Хосе Ґвадалупе Посада, у яких люди з різних верств суспільства зображені у вигляді скелетів.
Інший вияв Memento mori можна знайти в мексиканській «Calavera», літературної композиції у віршованій формі, зазвичай написаної на честь людини, яка ще жива, але так, ніби вона була мертвою. Ці композиції мають глузливий тон, часто один друг пропонує їх іншому під час Дня мертвих.

## Подібні поняття в інших релігіях та культурах
- Vanitas
- лат. Carpe diem
- лат. Nosce te ipsum
- Пассакалія про життя[ru] — один із самих відомих вокальных творів XVII століття
- Смерть, яка грає в шахи
- Портрет доктора де С., який грає в шахи зі Смертю[ru] (1793) — відома картина на унікальный для XVIII століття сюжет
- Grim Fandango - компьютерна гра 1998 року від Lucas Arts
- Memento (фільм) — детектив 2000 року Крістофера Нолана, стабільно входить в Список 250 найрейтинговіших фільмів IMDb